# Айсгауз-Каньйон (Аризона)
Айсгауз-Каньйон (англ. Icehouse Canyon) — переписна місцевість (CDP) в США, в окрузі Гіла штату Аризона. Населення — 574 особи (2020).

## Географія
Айсгауз-Каньйон розташований за координатами 33°20′46″ пн. ш. 110°48′4″ зх. д. / 33.34611° пн. ш. 110.80111° зх. д. (33.346115, -110.801172).  За даними Бюро перепису населення США в 2010 році переписна місцевість мала площу 12,69 км², з яких 12,69 км² — суходіл та 0,00 км² — водойми.

## Демографія
Згідно з переписом 2010 року, у переписній місцевості мешкало 677 осіб у 246 домогосподарствах у складі 185 родин. Густота населення становила 53 особи/км².  Було 298 помешкань (23/км²).
Расовий склад населення:
| - 86,6 % — білих - 3,8 % — корінних американців - 0,7 % — азіатів - 0,1 % — чорних або афроамериканців - 5,6 % — осіб інших рас |

До двох чи більше рас належало 3,1 %. Частка іспаномовних становила 22,6 % від усіх жителів.
За віковим діапазоном населення розподілялося таким чином: 27,8 % — особи молодші 18 років, 56,7 % — особи у віці 18—64 років, 15,5 % — особи у віці 65 років та старші. Медіана віку мешканця становила 39,2 року. На 100 осіб жіночої статі у переписній місцевості припадало 106,4 чоловіків;  на 100 жінок у віці від 18 років та старших — 100,4 чоловіків також старших 18 років.
Середній дохід на одне домашнє господарство  становив 43 287 доларів США (медіана — 30 714), а середній дохід на одну сім'ю — 59 651 долар (медіана — 45 855). За межею бідності перебувало 42,9 % осіб, у тому числі 85,7 % дітей у віці до 18 років та 0,0 % осіб у віці 65 років та старших.
Цивільне працевлаштоване населення становило 220 осіб. Основні галузі зайнятості: освіта, охорона здоров'я та соціальна допомога — 25,0 %, роздрібна торгівля — 17,3 %, науковці, спеціалісти, менеджери — 9,5 %, сільське господарство, лісництво, риболовля — 9,5 %.